# ساوزه دولکس
ساوزه دولکس (به ایتالیایی: Sauze d'Oulx) یک کومونه در ایتالیا است که در استان تورین واقع شده‌است.

## خصوصیات
ساوزه دولکس ۱۷٫۱۰ کیلومترمربع مساحت و ۱٬۱۵۷ نفر جمعیت دارد و ۱٬۵۱۰ متر بالاتر از سطح دریا واقع شده‌است.